# Черних Валерій Володимирович
Вале́рій Володи́мирович Черни́х (5 червня 1955) — радянський футболіст та український футбольний тренер. Найбільше відомий завдяки виступам у дніпровському «Дніпрі», нікопольському «Колосі» та кропивницькій «Зірці».

## Життєпис
Кар'єру футболіста Валерій Черних розпочинав у «дублі» донецького «Шахтаря», однак, не бажаючи аж надто довго чекати запрошення до «основи», перейшов до лав запорізького «Металурга». Протягом 1974—1975 років захищав кольори команди міста Тирасполя, а у 1976 році повернувся на Донеччину, приставши на пропозицію горлівського «Шахтаря». У Горлівці Черних майже одразу став основним гравцем команди та за два роки привернув до себе увагу тренерського штабу криворізького «Кривбасу», який щойно вилетів з першої ліги до другої та прагнув свіжої крові для вирішення задач з підвищення у класі. На жаль, криворіжцям так і не вдалося реалізувати свої амбіції, проте впевнена гра Валерія Черних зацікавила представників провідного клубу регіону — дніпропетровського «Дніпра». У 1980 році Черних разом з клубом здобув «срібло» першої ліги, однак конкурувати на рівних з гравцями вищого дивізіону виявилося вкрай важко, тож посеред наступного сезону півзахисник знову змінив прописку, перебравшись до нікопольського «Колоса». У Нікополі Черних провів 2,5 сезони, ставши провідним футболістом клубу та зайнявши у 1982 році разом з командою третє місце у першій лізі.
Транзитом через криворізький «Кривбас» та дніпродзержинський «Металург» Валерій Черних опинився у кіровоградській «Зірці», де провів останні три роки своєї кар'єри.
Після закінчення активних виступів Валерій Черних певний час працював у жіночому футболу. В 1992 році очолював донецький жіночий клуб «Текстильник», а наступного року очолював запорізьку «Іскру». Згодом багато років віддав роботі у Дніпропетровському вищому училищі фізичної культури, де обіймав посаду тренера з футболу. Згодом протягом тривалого часу працював у дитячо-юнацькій школі київського «Арсенала», як до розформування клубу в 2013 році, так і після його відновлення. У 2017 році увійшов до тренерського штабу Сергія Літовченка у першій команді «канонірів».

## Досягнення
Ігрові трофеї
- Срібний призер першої ліги чемпіонату СРСР (1): 1980
- Бронзовий призер першої ліги чемпіонату СРСР (1): 1982

Тренерські здобутки
- Срібний призер першої ліги жіночого чемпіонату України (1): 1992